# Nurmes
Nurmes – miasto w Finlandii w regionie Karelia Północna, położone nad jeziorem Pielinen. W latach 1997–2009 miasto należało administracyjnie do prowincji Finlandia Wschodnia.
W mieście działa parafia prawosławna Świętych Piotra i Pawła, wchodząca w skład Fińskiego Kościoła Prawosławnego.